# پاولو وانولی
پاولو وانولی (به ایتالیایی: Paolo Vanoli) بازیکن سابق و سرمربی کنونی فوتبال اهل ایتالیا است که هدایت باشگاه ونتزیا را برعهده دارد.
وی از سال ۱۹۹۹ میلادی عضو تیم ملی فوتبال ایتالیا بوده و در ۲ بازی ملی حضور داشته‌است. او در بازی‌های ملی‌اش ۱ گل به ثمر رساند.